# Военный контроль
Вое́нный контро́ль — первый орган военной контрразведки Красной Армии, учреждённый 30 мая 1918 года.

## Создание службы
Военный контроль был создан 30 мая 1918 года в виде отделения Оперативного отдела Народного комиссариата по военным и морским делам РСФСР. Его руководство было поручено эстонским большевикам, комиссару разведывательного отделения упомянутого Оперативного отдела М. Г. Тракману и В. К. Штейнгардту.
Уже в октябре того же года, отделение преобразовывается в отдел. В его состав введены регистрационная служба при Всероссийском главном штабе, контрразведывательное отделение при Оперативном управлении Высшего военного совета и регистрационная служба при Морском генштабе.
В ноябре 1918 года организацию переподчинили и она получила новое название — Отдел Военного контроля Регистрационного управления Полевого штаба РВСР.

## Структура организации
В структуру Военного контроля входили отделы при штабах армий и фронтов, а также отделения по борьбе со шпионажем в штабах участков и районов завесы (всего 5 отделов, 14 отделений и 32 пункта). Кроме того, с октября 1918 года, после преобразования этого ведомства в главный контрразведывательный орган Красной Армии, в ведение Военного контроля перешла военная цензура.

## Попутные функции
Кроме прочего, органы Военного контроля занимались мониторингом охраны учреждений военного имущества, вели регистрацию бывших офицеров и военных специалистов, а также разведку в тылу белогвардейцев.

## Некоторые результаты деятельности
Деятельность сотрудников Военного контроля позволила установить связь с белогвардейскими организациями иностранных дипломатов, переехавших в марте 1918 года после заключения Брестского мира из Петрограда в Вологду. Был раскрыт ряд контрреволюционных заговоров, например, в советском аппарате Казани, штабах 3-й и 4-й армий Восточного фронта и даже в самом Военном контроле. Точнее, в его военно-морском подразделении.
Сотрудники органов Военного контроля на флоте расследовали дело командующего Балтийским флотом адмирала А. М. Щастного, обвинявшегося в шпионаже и подготовке мятежа. В апреле 1918 года Верховный революционный трибунал при ВЦИК приговорил его к расстрелу, что стало первым случаем смертного приговора после Октябрьской революции. В 1990-х годах А. Щастный был посмертно реабилитирован.

## Упразднение
19 декабря 1918 года бюро ЦК РКП (б) рассмотрело вопрос о Военном контроле и приняло постановление об объединении деятельности ВЧК и Военного контроля.
В январе-феврале 1919 года при реввоенсоветах фронтов и армий, в военных округах и при губернских чрезвычайных комиссиях были организованы особые отделы. 6 февраля 1919 года Всероссийский Центральный Исполнительный Комитет утвердил положение об особых отделах ВЧК. В соответствии с ним на особые отделы возлагались задачи по ограждению частей Красной Армии от происков контрреволюции, борьбе со шпионажем и преступлениями по должности. Особый отдел ВЧК осуществлял руководство деятельностью фронтовых, армейских и губернских особых отделов; вместе с тем последние должны были действовать в тесном контакте с политическими органами Красной Армии.